# Krasíkovice
Krasíkovice település Csehországban, a Pelhřimovi járásban. Krasíkovice Červená Řečice és Pelhřimov településekkel határos. Lakosainak száma 138 fő (2024. január 1.).

## Népesség
A település lakosságának változását az alábbi diagram mutatja:
| Lakosok száma | 106  | 114  | 120  | 79   | 78   | 112  | 114  | 122  | 136  | 138  |
|               | 1869 | 1890 | 1921 | 1950 | 1980 | 2001 | 2017 | 2019 | 2022 | 2024 |